# チャーリー (オランウータン)
チャーリー（独: Charly, 1957年？–2014年10月15日）は、フランクフルト動物園で飼育されていたスマトラオランウータンである。飼育下のスマトラオランウータンとしては長寿で、2007年には50歳の誕生日を祝った。子も多く、国外の動物園にもチャーリーの子孫がいる。

## 経歴
1957年頃にスマトラ島北部で生まれたと推測されている。1962年からシュトゥットガルトのヴィルヘルマ動物園で飼育されることになった。この年、園で飼育を始めたオランウータンは4頭で、そのうちの1頭、キキと6頭の子を儲けた。
1978年からはフランクフルト動物園に移った。2007年に50歳の誕生日を祝った後も、2012年にローザとの間にサヤンを儲けている。

## 子
- 1967年8月22日 LEA
- 1969年6月6日 AFRA
- 1970年3月17日 MANO
- 1971年3月13日 DANNY
- 1972年9月21日 SEXTA
- 1974年3月26日 SMUNI
- 1978年7月8日 DJAMBI
- 1983年11月11日 MOKKO
- 1984年11月28日 TOBA/TULA
- 1989年4月24日 WALTER
- 1989年11月20日 SITTI
- 1993年10月17日 無名
- 2000年3月9日 GALDIKAS
- 2003年4月21日 JAHE
- 2005年2月2日 LUCU
- 2009年9月13日 PANDAI/PANGAI
- 2012年11月9日 無名
- 2012年11月30日 SAYANG